# Burneston
Burneston est un village et une paroisse civile du Yorkshire du Nord, en Angleterre. Il avait une population de 311 habitants en 2011.